# Церковь Николая Чудотворца в Бирюлёве
Храм святителя Николая Чудотворца в Бирюлёве — приходской православный храм в районе Бирюлёво Западное города Москвы. Относится к Донскому благочинию Московской епархии Русская православная церковь.

## История
В 1924 году в посёлке при станции Бирюлёво с разрешения Моссовета был построен деревянный кладбищенский храм в честь святителя Николая Чудотворца. 28 ноября 1937 года был арестован его настоятель, священник Василий Конардов; 11 декабря священник был расстрелян; похоронен на Бутовском полигоне. Однако приход уцелел, и службы в храме продолжались. Настоятелем храма с начала 1940-х годов и до своей кончины 11 февраля 1956 года служил митрофорный протоиерей Николай Перехвальский. Через три недели после его смерти, 1 марта 1956 года, храм сгорел дотла. Власти отказали общине в разрешении построить новый храм на фундаментах сгоревшего. Богослужения стали совершаться в церковной сторожке, которая в 1956—1957 годах «почти тайно» была реконструирована под молитвенный дом. 22 декабря 1957 года состоялось его освящение. Таким образом, храм святителя Николая в Бирюлёве является одним из уникальных памятников храмостроительства советской эпохи, когда велась борьба с религией.
На территории храма находится могила схимонахини Филимоновского Княже-Владимирского женского монастыря Серафимы (Ушаковой), по свидетельствам верующих, при жизни и по смерти совершавшей чудеса.
В 2008 году группа родноверов изготовила бомбу, поместив её в трёхлитровую банку с запалом в виде петарды, и принесла в храм Николая Чудотворца в Бирюлёве. Дымящуюся бомбу обнаружила 62-летняя служительница храма Анна Михалкина и залила её водой, в результате чего у бомбы сдетонировал только взрыватель. Тем не менее, выносившие из храма сумку с бомбой Михалкина и прихожанин Павел Буковский получили серьёзные травмы: Михалкина получила травмы глаз, ожоги и ранения осколками, потеряла один глаз, Буковский — контузию головы и рану ноги. Родноверы оставили бомбу в храме во время вечернего богослужения, когда здание было заполнено людьми. Эксперты отметили, что количества взрывчатки хватило бы для полного уничтожения деревянного здания храма. Злоумышленники рассчитывали на большое число жертв. Родноверы составляли «автономную боевую группу» и до совершения теракта в храме убили более десятка человек «неславянской» внешности, включая 60-летнего азербайджанца, а также в том же 2008 году недалеко от храма Николая Чудотворца в Бирюлёве зарезали русского мужчину, приняв его за православного священника.

## Православный центр образования святителя Николая Чудотворца
С 1997 года действует Православный центр образования святителя Николая Чудотворца. Директором и духовником Православного центра является кандидат богословия протоиерей Димитрий Конюхов. Представлено дошкольное, начальное, общее, полное среднее, дополнительное образование по различным направленностям. В расширенном объеме преподаются такие общеобразовательные предметы гуманитарного направления, как русский язык, литература, история. Среди вероучительных дисциплин: Закон Божий (начальная школа), Ветхий Завет (5 класс), Четвероевангелие (6—7 классы), Апостол и Апокалипсис (8—9 классы), история Церкви (10—11 классы), церковное пение, иконопись, литургика, церковнославянский и греческий языки. Имеется домовый храм.

## Настоятели
- 1911—1924 — иерей Александр Стремлянов
- 1924—1937 — иерей Василий Конардов
- начало 1940-х — 1956 — протоиерей Николай Перехвальский
- 1956—1989 — протоиерей Василий Моисеев
- 1989—1995 — протоиерей Николай Дмитриев
- 1995 — наст. вр. — протоиерей Виталий Тогубицкий

## Святыни
- Список с чудотворной иконы Божией Матери «Скоропослушница»[7]
- Иконы святых с частицами мощей:

- преподобного Нила Столобенского (преставился в 1555 году);
- священноисповедника Романа Медведя, пресвитера (преставился в 1937 году);
- исповедника Николая (Могилевского), митрополита Алма-Атинского (преставился в 1955 году).

В алтаре храма находятся частицы мощей более чем ста святых.